# Takuya Miki
Takuya Miki (sinh ngày 30 tháng 4 năm 1989) là một vận động viên quần vợt xe lăn chuyên nghiệp đến từ Nhật Bản. Anh sinh ra tại Thành phố Kashiwa. Anh có thứ hạng cao nhất ở đơn là vị trí số 6 vào ngày 17 tháng 11 năm 2014 và ở đôi có thứ hạng cao nhất là vị trí số 6 vào ngày 31 tháng 7 năm 2017. Anh đã từng vô địch giải Peace Cup, British Open, Japan Open và Prague Cup.
Năm 2017, Miki vô địch giải PTR Hilton Head Championships ở cả nội dung đơn và đôi.